# Green Ethernet
Green Ethernet est une technique d’économie d'énergie propriétaire qui a été introduite sur le marché de l’informatique par D-Link.

Logo de Green Ethernet (Energy-Efficient Ethernet)

## Définition
L’Institute of Electrical and Electronics Engineers (IEEE, Institut des ingénieurs électriques et électroniciens) avait auparavant mis en place un groupe de travail supposé étudier l'efficacité énergétique du matériel de mise en réseau. Cependant, cette étude est restée à l’état de projet et sa date de ratification est encore inconnue. D-Link a commercialisé sa propre technique avant cette date, afin de répondre à la demande en solutions réseau écologiques.
Contrairement à l’initiative de l’IEEE (802.3az), qui est basée sur le chargement de liens, la technique Green Ethernet fonctionne en deux temps. Tout d’abord, elle détecte l’état de la liaison et permet de faire passer chaque port du commutateur réseau en mode veille lorsque le périphérique connecté (un PC par exemple) n’est pas actif pour baisser la consommation. Ensuite, elle détecte la longueur du câble et ajuste la consommation d’énergie en conséquence. La norme Ethernet actuellement en vigueur offre des commutateurs assez puissants pour envoyer des signaux d’une longueur de 100 mètres. Pourtant, une telle portée est souvent inutile, en particulier à domicile, où 5 à 10 mètres de câblage seulement sont généralement utilisés pour alimenter un périphérique.

## Économies d'énergie
La technique Green Ethernet a tout d’abord été appliquée aux commutateurs domestiques et aux smart switches. Toutefois, les commutateurs et les périphériques domestiques disposant d’un plus petit nombre de ports consomment moins d’énergie comparés aux commutateurs d’entreprise et, par conséquent, ne représentent pas le plus fort potentiel d’économies. D-Link allègue qu’il est possible de réaliser plus de 80 % d’économies d’énergie grâce à ses switches Green Ethernet et de bénéficier ainsi de produits offrant une durée de vie plus longue grâce à une dissipation de chaleur moindre.

## Routeurs
D-Link a annoncé une nouvelle évolution en août 2008 avec l’intégration de la technique dans ses routeurs sans fil. Un programmateur WLAN sera disponible sur les routeurs sans fil N Gigabit pour permettre à l’utilisateur de déterminer si les signaux radio Wi-Fi sont activés, afin de réduire davantage la consommation d’énergie. Une simple mise à niveau du firmware suffira à équiper les anciens routeurs D-Link de cette technique.

## Sources
- IEEE